# الهیات طبیعی
الهیات طبیعی شاخه‌ای از الهیات است که به برخلاف الهیات وحیانی به دریافت حقیقت دربارهٔ خدا از روی تجربه و توانایی‌های طبیعی انسان روی می‌آورد. الهیات طبیعی به شناخت خدا از روی گزاره‌هایی دربارهٔ مخلوقات می‌پردازد. بسیاری از برهان‌های معمول اثبات وجود و صفات خدا در حوزهٔ الهیات طبیعی جای می‌گیرند.
هیوم در همپرسه‌هایی پیرامون دین طبیعی (به انگلیسی: Dialogues Concerning Natural Religion) (۱۷۷۹) و کانت نیز در نقد عقل محض (۱۷۸۱) به نقادی الهیات طبیعی پرداختند. کانت با تعیین حوزهٔ دخالت عقل محض، عملاً راه را بر هرگونه اثبات وجود خدا به کمک برهان صوری بست. مفهوم تجربهٔ دینی را شلایر ماخر برای دفاع از الهیات طبیعی در برابر انتقادات هیوم و کانت مطرح کرد.